# Sonja Schöber
Sonja Schöber (* 9. Juli 1985 in Hörde) ist eine ehemalige deutsche Schwimmerin. Sie war 2007 deutsche Meisterin über 100 m Brust und deutsche Vizemeisterin über 50 m Brust. 2011 verabschiedete sie sich vom Leistungssport.

## Werdegang
Schöber schwimmt seit dem 1. Januar 1995 für den SC Delphin Dortmund 1968. Bei Wettbewerben startet sie für die Schwimmgemeinschaft Dortmund, einem Zusammenschluss von fünf Dortmunder Schwimmvereinen. Seit 2001 wird sie vom Deutschen Schwimm-Verband gefördert, zunächst war sie einige Jahre Mitglied im C-Kader, Anfang 2006 wurde sie dann in den B-Kader berufen. Zudem gehört sie zum Perspektivkader für Olympia 2012. Des Weiteren ist sie Mitglied im Topteam des Schwimmverbandes Nordrhein-Westfalen, seit Ende 2005 ist sie dort auch die Aktivensprecherin.
Ihre bevorzugten Disziplinen sind die verschiedenen Brust- (50, 100 und 200 m) und die Lagenstrecken (100 und 200 m), in Zukunft möchte sie sich jedoch auf die 100-m-Bruststrecke konzentrieren. Sie schwimmt im Training 55 bis 58 km in der Woche.

## Dopingvorwürfe
Wie am 18. November 2009 bekannt wurde, besteht gegen Sonja Schöber ein Doping-Verdachtsfall. Bei einer Dopingkontrolle nach dem Trainingslager im Sommer 2009 wurden auffällige Testosteron- bzw. Epi-Testosteronwerte festgestellt. Bis zum Abschluss des Verfahrens wurde Sonja Schöber gesperrt, so dass sie bereits bei den deutschen Kurzbahnmeisterschaften 2009 vom 26. bis 29. November nicht teilnehmen durfte.
Am 29. April wurde die Athletin bei der Schiedsgerichtsverhandlung in Kassel zu einer einjährigen Wettkampfsperre verurteilt, welche bis zum 5. November 2010 festgesetzt wurde.
Im November 2010 verlängerte der Internationale Sportgerichtshof CAS die Sperre um ein weiteres Jahr bis zum 5. November 2011.

## Sportliche Erfolge

### Internationale Erfolge
Bei den Junioreneuropameisterschaften 2001 in Malta gewann sie die Goldmedaille mit der 4 × 100-m-Freistilstaffel in 3:50,42 Minuten und wurde Vierte über 50 m Freistil in 0:26,59 Minuten. Im Jahr zuvor gewann sie bei den Junioreneuropameisterschaften 2000 in Dünkirchen die Silbermedaille mit der 4 × 100-m-Freistilstaffel.
Bei den Kurzbahneuropameisterschaften 2006 (4.–7. Dezember 2006 in Helsinki) erreichte sie dreimal das Finale in Einzelwettbewerben. Über 100 m Lagen erschwamm sie mit 1:02,09 Minuten Platz 7, über 50 m Brust mit 0:31,81 Minuten und über 100 m Brust mit 1:08,13 Minuten jeweils Rang 8.
An den Olympischen Sommerspielen 2008 in Peking nahm sie teil. Ihre Ergebnisse reichten aber nicht aus, um eine Vorrunde zu überstehen. In den beiden Vorläufen der Disziplinen 100 m Brust und 200 m Lagen wurde sie jeweils Letzte.

### Deutsche Meisterschaften
Bei den 119. Deutschen Meisterschaften im Schwimmen (11.–15. April 2007 in Berlin) erreichte sie die Goldmedaille über 100 m Brust mit einer neuen persönlichen Bestzeit von 1:09,20 Minuten. Sie verwies dabei die deutsche Rekordhalterin Sarah Poewe (SG Bayer Wuppertal/Uerdingen/Dormagen) und die Titelverteidigerin Simone Weiler (SV Nikar Heidelberg) auf die Plätze drei und fünf. Als letzter Dortmunder hatte Frank Henter im Jahr 1988 einen deutschen Meistertitel über 50 m Schmetterling im Schwimmen errungen.
Auf der 50-m-Bruststrecke wurde sie mit 0:31,86 Minuten Zweite mit knapp einer halben Sekunde Abstand hinter Janne Schäfer (TV Jahn Wolfsburg) und zwei Hundertstel Sekunden vor Kerstin Vogel (SV Rhenania Köln). Weiterhin belegte sie über 50 m Freistil mit 0:26,29 Minuten Platz fünf und über 200 m Brust mit 2:33,53 Minuten Rang sechs.
Bei den Deutschen Wintermeisterschaften 2006 (23.–26. November 2006 in Hannover) erreichte sie die Silbermedaille über 50 m Brust mit 0:32,33 Minuten. Sie wurde nur von Janne Schäfer geschlagen, die in 0:30,89 Minuten einen neuen deutschen Rekord aufstellte.
Bei den 118. Deutschen Meisterschaften im Schwimmen (20.–25. Juni 2006 in Berlin) erreichte sie eine Bronzemedaille über 50 m Brust in 0:32,40 Minuten sowie drei vierte Plätze über 200 m Lagen, 100 m Brust und mit der 4 × 100-m-Lagenstaffel.

### Deutsche Kurzbahnmeisterschaften
Bei den deutschen Kurzbahnmeisterschaften konnte sie zwischen 2000 und 2005 insgesamt 8 Medaillen erringen:
- Deutsche Kurzbahnmeisterschaften 2000 in Freiburg: Bronzemedaille über 200 m Lagen in 2:18,32 Minuten
- Deutsche Kurzbahnmeisterschaften 2002 in Goslar: Bronzemedaille über 100 m Lagen in 1:02,93 Minuten
- Deutsche Kurzbahnmeisterschaften 2003 in Gelsenkirchen: Bronzemedaille über 200 m Lagen in 2:15,00 Minuten
- Deutsche Kurzbahnmeisterschaften 2004 in Essen: zwei Bronzemedaillen über 100 m Lagen in 1:03,14 Minuten und über 200 m Lagen in 2:15,03 Minuten
- Deutsche Kurzbahnmeisterschaften 2005 in Essen: drei Silbermedaillen über 100 m Brust in 1:08,22 Minuten, über 100 m Lagen in 1:02,38 Minuten und über 200 m Lagen in 2:15,37 Minuten

### Weitere Erfolge
Sie ist Deutsche Hochschulmeisterin 2006 in den Disziplinen 50 m Brust, 50 m Freistil und 200 m Lagen sowie Vizehochschulmeisterin über 100 m Brust und 100 m Freistil. Weiterhin ist sie mehrfache deutsche Jahrgangs-Meisterin über 50 m Freistil, 100 m Freistil und 200 m Lagen.
Als Schlussschwimmerin der SG Dortmund and friends trug sie am 9. September 2006 im Volksbad Dortmund zu einem neuen Guinness-Weltrekord im Staffelschwimmen über 100.000 m bei. Der alte Weltrekord wurde mit einer Zeit von 22:48:43 Stunden um 5:33 Stunden unterboten.
Gemeinsam mit Julia Leidgebel, Meike Lambertz und Jacqueline Daszkiewicz hält sie den deutschen Rekord über 4 × 50 m Brustschwimmen in 2:14,13 min für Staffeln.

## Auszeichnungen
Sonja Schöber wurde zur Dortmunds Sportlerin des Jahres 2006 gekürt. Weiterhin war sie fünfmalige Preisträgerin des Förderpreises Nachwuchssport der Stadtsparkasse Dortmund und der Deutschen Olympischen Gesellschaft. Bei den Wahlen des Schwimmverbands NRW zur Jugendschwimmerin des Jahres 2001, zur Schwimmerin des Jahres 2005 und zur Schwimmerin des Jahres 2006 kam sie jeweils auf Platz 2.
In den Jahren 2000 und 2001 war sie Mitglied in der Jugendnationalmannschaft des Deutschen Schwimm-Verbandes.

## Privates
Sie war Schülerin des Phoenix-Gymnasiums in Hörde, wo sie 2005 ihr Abitur machte.
Am Tag nach ihrem Gewinn der Silbermedaille bei den Deutschen Wintermeisterschaften 2006 fiel ihr beim Einschwimmen eine nicht richtig befestigte Startblockplatte auf den Fuß und verursachte eine tiefe Platzwunde und einen Bänderriss am Zehgelenk. Alle weiteren Starts bei den Winter-Meisterschaften musste sie daraufhin absagen.
An den Deutschen Meisterschaften 2004 konnte sie nicht teilnehmen, da sie wegen eines durchbrochenen Blinddarms notoperiert werden musste.